# Rudolf Stolzmann
Rudolf Stolzmann (* 1852; † 1930) war ein Vertreter der sogenannten sozialrechtlichen Richtung der Nationalökonomie (zusammen mit Rudolf Stammler und Karl Diehl). Karl Diehl meinte allerdings, Stolzmann habe versucht, die sozialrechtliche Richtung der Nationalökonomie mit der österreichischen Schule der Nationalökonomie zu synthetisieren.

## Leben
Stolzmann verfasste drei Hauptwerke (1896, 1909, 1925). In seinem dritten Werk, Über die Grundzüge der Philosophie der Volkswirtschaft, ist eine kleinere Schrift mit dem Titel Wesen und Ziele der Wirtschaftsphilosophie (WZW) angehängt. Diese Schrift widmete er Heinrich Rickert als Ausdruck der Verehrung. Heinrich Rickert war Vertreter der südwestdeutschen Richtung des Neukantianismus und Rudolf Stammler Vertreter der Marburger Richtung des Neukantianismus. Speziell in seinen ersten beiden Werken, Die soziale Kategorie in der Volkswirtschaft und Der Zweck der Volkswirtschaft, vertritt Stolzmann eine Neukantianische Philosophie. In seinem dritten Werk, Die Philosophie der Volkswirtschaft, und speziell in seiner kleinen Schrift Wesen und Ziele der Wirtschaftsphilosophie änderte Stolzmann seine Position etwas. Das Soziale in der Volkswirtschaft wurde nun rein metaphysisch deduziert. Als Vorlage diente ihm dabei der Neuplatonismus und die Hermetik. Aus der hermetisch-neuplatonischen Makrokosmos/Mikrokosmos-Lehre leitete Stolzmann den Begriff des Mesokosmos ab. Der Mesokosmos ist der „Körper und die Seele“ der Gesellschaft und steht hierarchisch über dem Mikrokosmos. Daraus folgerte Stolzmann, dass das Soziale in der Volkswirtschaft über das Individuelle zu stellen ist. Stolzmann kritisierte damit vor allem Vertreter der österreichischen Schule der Nationalökonomie die das Individuum in den Vordergrund stellten.

## Werke
- Die soziale Kategorie in der Volkswirtschaft. Berlin: Verlag Puttkammer & Mühlbrecht. 1896
- Der Zweck in der Volkswirtschaft. Die Volkswirtschaft als sozial-ethisches Zweckgebilde. Berlin: Verlag Puttkammer & Mühlbrecht. 1909
- Das Reinökonomische im System der Volkswirtschaft. Jahrbücher für Nationalökonomie und Statistik / Journal of Economics and Statistics. Dritte Folge. Vol. 57 (112) No. 4: 385-432. 1919
- Grundzüge einer Philosophie der Volkswirtschaft. Versuch einer Volkswirtschaft auf philosophischem Grunde. 2. edition. Jena: Verlag von Gustav Fischer. 1923
- Wesen und Ziele der Wirtschaftsphilosophie. Eine methodologische Ergänzung zum Werk: „Grundzüge einer Philosophie der Volkswirtschaft“. Berlin: Verlag von Gustav Fischer.1923
- Die Ganzheitslehre Ottmar Spanns. In: Jahrbücher für Nationalökonomie und Statistik. Dritte Folge. Vol. 72 (127). No. 6: S. 881–918. 1927